# Gusztáv Adolf svéd királyi herceg
Gusztáv Adolf (Stockholm, 1906. április 22. – Koppenhágai repülőtér, 1947. január 26.) svéd királyi herceg, Västerbotten hercege. Nagyapja V. Gusztáv svéd király, apja VI. Gusztáv Adolf svéd király, fia XVI. Károly Gusztáv svéd király. Ő maga egy repülőszerencsétlenség során bekövetkezett korai halála miatt sosem kerülhetett trónra.

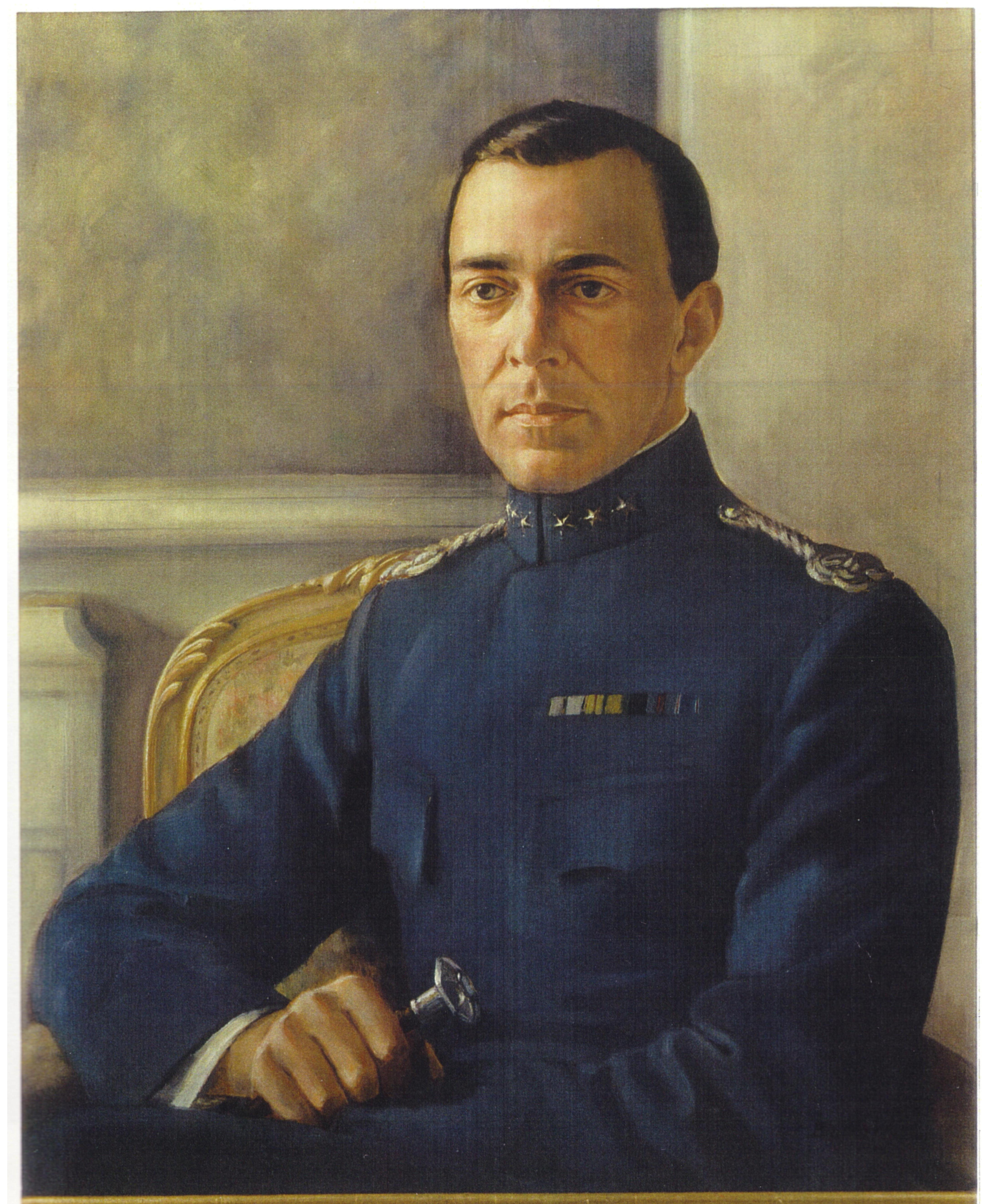
Gusztáv Adolf svéd királyi herceg 1939-es, katonai egyenruhás portréja.

## Élete
1918 és 1924 között a Lundsbergs skola-ban tanult. 1925. május 11-én érettségizett a stockholmi kastélyban. Ezt követően katonai szolgálatot látott el, majd az uppsalai egyetemen tanult.
1924 novemberében rövid ideig, apja és nagyapja külföldi tartózkodása alatt Svédország régense volt.
1930-ban a spanyol lovasiskolában és Táborfalván folytatott tanulmányokat.
1947. január 26-án egy DC–3 típusú repülőgép Gusztáv Adolffal a fedélzetén lezuhant.

## Házassága és gyermekei
1932. október 19-én Coburgban feleségül vette Szibilla szász–coburg–gothai hercegnőt,  Károly Eduárd szász–coburg–gothai herceg és Viktória Adelaida schleswig-holsteini hercegnő lányát. Mindketten Viktória brit királynő dédunokái.
A párnak öt gyermeke született:
- Margit svéd királyi hercegnő (Solna, 1934. október 31. –)
- Birgitta svéd királyi hercegnő (Solna, 1937. január 19. – Mallorca, 2024. december 4.)
- Désirée Silfverschiöld bárónője (Solna, 1938. június 2. –)
- Krisztina svéd királyi hercegnő (Solna, 1943. augusztus 3. –)
- XVI. Károly Gusztáv svéd király (Solna, 1946. április 30. –)

## Fordítás
- Ez a szócikk részben vagy egészben  a   Gustav Adolf Erbprinz von Schweden című német Wikipédia-szócikk fordításán alapul.  Az eredeti cikk szerkesztőit annak laptörténete sorolja fel. Ez a jelzés csupán a megfogalmazás eredetét és a szerzői jogokat jelzi, nem szolgál a cikkben szereplő információk forrásmegjelöléseként.